# Clément Orceau
Clément Orceau (Le Poiré-sur-Vie, 1 juli 1995) is een Frans wielrenner. Tot 2017 reed hij voor Vendée U, de opleidingsploeg van Direct Énergie. Hij heeft twee stages gedaan bij Direct Énergie, maar wist daar uiteindelijk geen contract af te dwingen.

## Carrière
In 2015 won Orceau twee etappes in de Ronde van Ivoorkust, waar hij op de achtste plaats in het algemeen klassement eindigde.
In het seizoen 2017 maakte Orceau deel uit van de selectie van Vendée U. Namens deze ploeg nam hij in maart deel aan de Ronde van Normandië, waar hij de laatste etappe won door de massasprint te winnen, voor Morgan Kneisky en Alex Frame. Vanaf augustus mocht hij stage lopen bij Direct Énergie. Ook in 2018 liep hij het laatste halfjaar van het seizoen stage bij de Franse ploeg. Dit leidde uiteindelijk niet tot een contract en in 2019 rijdt hij niet bij een professionele ploeg.

## Overwinningen
2015
5e en 6e etappe Ronde van Ivoorkust
2017
7e etappe Ronde van Normandië
2018
2e etappe Ronde van Normandië
2019
9e etappe Ronde van Marokko

## Resultaten in voornaamste wedstrijden
|      | \| Jaar \| Parijs-Tours \| \| ---- \| ------------ \| \| 2017 \| opgave \| |
| Jaar | Parijs-Tours                                                               |
| 2017 | opgave                                                                     |

## Ploegen
- 2017 –  Vendée U
- 2017 –  Direct Énergie (stagiair vanaf 01-08)
- 2018 –  Direct Énergie (stagiair vanaf 01-08)

Anderson · Boudat · Calmejane · Cardis · Chavanel · Coquard · Cornu · Duchesne · Gène · Grellier · Guillemois · Hivert · Hurel · Jeandesboz · Morice · Nauleau · Ourselin · Petit · Pichot · Quéméneur · Sicard · Tulik · Voeckler · Burgaudeau (stagiair) · Maitre (stagiair) · Orceau (stagiair)